# خوروواتس
|                                                 |  |  |
| خوروواتس در مرحله کباب شدن (راست) و آماده (چپ). |  |  |

خوروواتس (ارمنی: խորոված; انگلیسی: Khorovats) کباب ارمنی می‌باشد. خوروواتس معروفترین خوراک آشپزی ارمنی در رستوران‌ها، میان خانواده‌ها و در گردهمایی‌ها می‌باشد که به عنوان یک غذای حاضری در ارمنستان و جماعت ارمنیان پراکنده مصرف می‌شود.

## واژه
لغت "խորոված" خوروواتس به معنی "کباب شده" در زبان ارمنی است و از فعل "խորովել" خورول (به معنی کباب کردن) می‌آید. همچنین به صورت xorovac نیز انشا می‌شود.